# 堯利區 (豪哈省)
堯利區（西班牙語：Distrito de Yauli），是秘魯的一個區，位於該國中部胡寧大區的豪哈省，始建於1944年1月20日，面積93.15平方公里，海拔高度3,400米，2005年人口1,718，人口密度每平方公里18人。